# Aqui d'El-Rock
O grupo Aqui d'El-Rock  foi uma banda pioneira do punk-rock em Portugal, formada no Bairro do Relógio em Lisboa (1977) e a primeira a alcançar registo discográfico em vinil neste estilo musical.

## Biografia
O Aqui d’El-Rock foi uma banda fundada em Lisboa, no Bairro do Relógio (aka Bº do Cambodja), por Zé Serra (bateria), Fernando Gonçalves (baixo eléctrico), Alfredo Pereira (guitarra eléctrica) e Oscar Martins (voz e guitarra eléctrica). Os 3 primeiros fizeram parte de conjuntos de baile a partir de 1973 que tocavam repertório vocacionado para tal fim, interpretando mais tarde covers de grupos como Black Sabbath, Led Zeppelin, Grand Funk Railroad, The Stooges entre outros.  
A vontade de uma dedicação exclusiva à sonoridade rock e à composição de canções em língua portuguesa, inspiradas na estética associada ao punk, a mudança de regime entretanto ocorrida em Portugal com a Revolução do 25 de Abril de 1974, determinou a re-orientação da filosofia do grupo, que passou a designar-se de Aqui d’El-Rock. A banda, que se estreou no Clube Atlético de Campo de Ourique (Lisboa, 29 de Abril de 1978), viria a protagonizar uma das primeiras manifestações do punk-rock em Portugal, o que foi enfatizado na publicação de dois registos em vinil (1978 e 1979), nos quais o termo punk aparece destacado na capa do primeiro. Os escassos recursos utilizados na gravação, a baixa qualidade do registo sonoro e a utilização de alguns instrumentos construídos pelos próprios músicos, evidenciaram o carácter arrebatado do grupo, expressando igualmente o ideal de autenticidade, um dos valores centrais no movimento punk.
Recorrendo à metáfora e à ironia, as suas canções abordavam situações do quotidiano urbano como o desemprego, a marginalidade e os excessos. A agressividade do estilo musical e performativo, assente na simplicidade estrutural e nos ritmos vigorosos de estilo rock’n'roll, reforçavam o carácter contestatário e provocador, dentro do universo da música moderna, à complexidade e ao virtuosismo do denominado “rock sinfónico” que se vinha a acentuar desde o início da década de 70. Após a gravação do segundo single (1979), o grupo partilhou espectáculos com outros recém-formados que desenvolviam estilos musicais também inspirados no punk-rock (UHF, Os Faíscas, Xutos & Pontapés, entre outros), destacando-se a participação na 1ª parte do espectáculo do grupo inglês Eddie & The Hot Rods (Coliseu dos Recreios de Lisboa, Julho de 1978). A canção ‘Há que violentar o sistema’, uma referência no repertório da banda, deu origem a um dos primeiros video-clipes de um grupo português de rock (RTP, Agosto de 1978)
Após a saída de Alfredo Pereira (meados de 1979), Carlos Cabral (guitarra eléctrica), Carlos Gonçalves (voz) e Alberto Barradas (guitarra eléctrica e voz secundária) integraram o grupo, em curtas e diversas fases, que coincidiram com o periodo em que este veio a participar na abertura de vários espectáculos de artistas estrangeiros, nomeadamente de Lene Lovich (Lisboa e Porto), Wilko Johnson & The Solid Senders e Cheap Trick (Lisboa e Porto).  
Apesar da curta carreira, o Aqui d’El-Rock destacou-se inicialmente por criar um repertório em língua portuguesa e protagonizou uma das primeiras manifestações do denominado rock português. O seu carácter pioneiro e marginal, inspirou o surgimento de outras bandas do estilo.  
Algumas das suas canções integraram colectâneas revivalistas como a “Grande Geração Rock” (Metrosom, 1997), dedicada a grupos de rock portugueses, e “Killed By Death Vol. 41” (Redrum, 1998), dedicada ao punk-rock.  
Em 2001 os brasileiros Ratos de Porão fizeram uma versão de "Eu não sei". Em Portugal, este tema foi alvo de uma cover feita pelos Eskizofrénicos e os Speedtrack regravaram (com uma lírica adaptada) o clássico "Há que violentar o sistema". Esta canção teve também uma nova abordagem feita pelos Clockwork Boys no final de 2005 e os Avô Varejeira em 2010.  
Em 2007, como comemoração dos 30 anos da fundação da banda, foi publicada pela italiana "Rave Up Records", uma edição limitada de 500 cópias de um EP em vinil vermelho.  
A letra do tema "Há que violentar o sistema", foi uma das líricas incluídas como objecto de análise do livro "As Palavras do Punk", de Paula Guerra & Augusto Santos Silva (Alêtheia Editores, 2016).
Na sua fase final (último trimestre de 81 a Março de 82), o grupo adoptou a denominação Mau-Mau (Alberto Barradas, Fernando Gonçalves, Oscar Martins e Zé Serra), e criou um novo repertório enformado pelos estilos emergentes da sonoridade new wave, de que são exemplo os temas editados em single de 1982 (‘Xangai’ e ‘Vietsoul’).

### Inventário dos concertos
- 29/04/1978 - Lisboa, Pavilhão CACO
- 06/05/1978 - Cacia
- 27/05/1978 - Barreiro, Casquilhos
- 03/06/1978 - Leiria
- 10/06/1978 - Lisboa, Cantina da Cx. da Indústria de Lisboa
- 08/07/1978 - Lisboa, Coliseu (1ª parte "Eddie And Hot Rods")
- 05/08/1978 - Faro, Estádio S. Luís
- 29/09/1978 - Condeixa-a-Nova
- 21/10/1978 - Covilhã
- 18/11/1978 - Lisboa, Brown's Club
- 24/11/1798 - Lisboa, Cine-Teatro da Encarnação
- 03/02/1979 - Águeda
- 10/02/1979 - Castelo Branco
- 17/02/1979 - Almada, Canecão
- 29/04/1979 - Tomar
- 05/05/1979 - Lisboa, Liceu D. Pedro V
- 12/05/1979 - Chaves
- 26/05/1979 - Coimbra, Olivais
- 23/02/1980 - Lisboa, Pav. "Os Belenenses" (1ª parte "Wilko Johnson & The Solid Senders")
- 18/04/1980 - Paço de Arcos, Escola Naútica
- 25/04/1980 - Lisboa, Alameda da Universidade
- 17/05/1980 - Porto, Pav. Infante de Sagres (1ª parte "Lene Lovich")
- 18/05/1980 - Cascais, Pav. do Dramático (1ª parte "Lene Lovich")
- 06/06/1980 - Porto, Pav. Infante de Sagres (1ª parte "Uriah Heep") (Nota - O contrato foi pago mas a banda não chegou a actuar.)
- 12/06/1980 - Lisboa, F.I.L.
- 13/11/1980 - Lisboa, Pav. Alvalade (1ª parte "Cheap Trick")
- 14/11/1980 - Lisboa, Pav. Alvalade (1ª parte "Cheap Trick")
- 15/11/1980 - Porto, Pav. Infante de Sagres (1ª parte "Cheap Trick")
- 03/04/1981 - Caldas da Rainha
- 11/04/1981 - Lisboa, Clube Oriental de Lisboa
- 23/04/1981 - Lisboa, Rock Rendez Vous
- 11/07/1981 - Glória do Ribatejo
- 18/12/1981 - Vila Franca de Xira ("Mau-Mau")

### Gravações
- 09/06/1978 - 1º single; (Há que violentar o sistema / Quero Tudo) - Estúdios Arnaldo Trindade, Lisboa
- 09/08/1978 - Videoclip "Há Que Violentar o Sistema", RTP (Filmagens na zona dum palacete em ruínas junto ao Hospital Curry Cabral, Lisboa)
- ??/??/1979 - 2º single; (Eu não sei / Dedicada (a quem nos rouba) - Estúdios Arnaldo Trindade, Lisboa
- 15-16-28/12/1981 & 04/01/1982 - Single "Mau-Mau" ("Xangai" e "Vietsoul"); Estúdios Arnaldo Trindade, Lisboa

### Outros acontecimentos
- 13/03/1982: Participação no programa da Rádio Comercial "Febre de Sábado de Manhã"; Cinema Nimas, Lisboa
- 28/03/1982: Participação no programa da RTP "O Passeio dos Alegres"; Estúdios do Lumiar, Lisboa
- 18/10/2019: Foi exibido nesta data no DocLisboa'19, o documentário "Zé Pedro Rock'n'Roll" de Diogo Varela Silva, que inclui os temas "Há Que Violentar o Sistema" e "Quero Tudo". Este trabalho passou a estar disponível ao público nos cinemas, em 30 de Julho de 2020.
- 20/06/2024: Nesta data, o Facebook baniu a página oficial dos Aqui d'El-Rock nesta rede social (https://www.facebook.com/aquidelrock), sem dar qualquer explicação ou resposta ao pedido feito pelo administrador credenciado da referida página. Tratou-se de uma perda irreparável, já que ela continha um considerável espólio de conteúdos que dificilmente se encontram disponíveis na Web. Zé Serra, o criador e principal contribuidor da mesma, considerou que este acto foi uma forma deliberada de censura, banindo uma banda que persiste em ser incómoda ao mainstream que continua a não suportar o refrão: "HÁ QUE VIOLENTAR O SISTEMA"!

## Discografia
- Há que violentar o sistema / Quero Tudo (Single, Metro-Som, 1978)
- Eu não sei / Dedicada (a quem nos rouba) (Single, Metro-Som, 1979)
- Grande Geração do Rock (colectânea, Metro-Som, 1997)
- Killed By Death Vol. 41 (LP, colectânea, Redrum Records, 1998)
- Em 2001 os brasileiros Ratos de Porão fizeram uma versão de "Eu não sei". Em Portugal, este tema foi alvo de uma cover feita pelos Eskizofrénicos e os Speedtrack regravaram (com uma lírica adaptada) o clássico Há que violentar o sistema. Esta canção teve também uma nova abordagem pelos Clockwork Boys no final de 2005 e os Avô Varejeira em 2010.
- Brava Dança (2006) – ‘’A canção Dedicada (a quem nos rouba) é incluída na banda sonora do documentário de Jorge Pereirinha Pires e José Francisco Pinheiro sobre a banda Heróis do Mar’’.
- Há que violentar o sistema / Quero Tudo / Eu não sei / Dedicada (a quem nos rouba) (EP, Rave Up Records, 2007) – Lançado em comemoração dos 30 anos da fundação da banda.
- Em 15 de Junho de 2021 foram reeditados pela Zerowork Records, os 2 históricos primeiros singles do punk português, juntos, num single side LP. Este 12” inclui poster desdobrável com toda a história da banda, (letras, fotos, cartazes, entrevistas e dados inéditos). Disponível em duas versões: - 150 cópias em vinil vermelho (capa em fundo preto, com vermelho e prata). - 150 cópias em vinil preto (capa em fundo vermelho, com preto e prata).
- Em 22 de Março de 2024 foi publicado pela Zerowork Records o LP vinil 12" com 14 temas (12 do Ad'R e 2 extras do Mau-Mau), "Aqui-d'El-Rock - Live in Odivelas 1981", obtido a partir de uma cassete registada com canções, num simples gravador analógico, na cave de um prédio em Odivelas em 1981, onde a formação do Aqui d’El-Rock da época, que era composta por Alberto Barradas (guitarra e voz de apoio), Carlos Cabral (guitarra), Fernando Gonçalves (baixo e voz de apoio), Oscar Martins (voz e guitarra) e Zé Serra (bateria), ensaiava o repertório, que na sua essência consistia em temas curtos em inglês, diferentes na forma e no conteúdo do que até então se vinha produzindo em Portugal, com o objectivo de alcançar o mercado discográfico internacional. Todos os temas de Aqui d’El-Rock têm letra de Oscar Martins e música do colectivo: Alberto Barradas, Carlos Cabral, Fernando Gonçalves, Oscar Martins e Zé Serra. Todos os temas de Mau-Mau têm letra de Oscar Martins e música do colectivo: Alberto Barradas, Fernando Gonçalves, Oscar Martins e Zé Serra. Nota: Os temas do projecto Mau-Mau foram gravados através do mesmo meio, no mesmo local, em data posterior do mesmo ano.

## Publicações Relacionadas
- "Os Pais do Rock" Episódio 4 - 28/02/2014, RTP / Antena 1 (O Movimento Punk em Portugal - "Os Faíscas e Aqui d'El-Rock")
- "As Palavras do Punk" de Paula Guerra / Augusto Santos Silva (Alêtheia Editores - 2016)
- Artigo de fundo publicado no "Jornal Mapa", edição #32, Outubro / Dezembro 2021, com texto de Diogo Duarte  (edição on-line: https://www.jornalmapa.pt/2022/05/06/ha-que-violentar-o-sistema/?fbclid=IwAR1t7tJZXuieP5XWEY-RSrCC12VJKVKl-CDNHFfEPCoiLC-RR-0RNhRpf5w)
- Fonoteca Municipal do Porto: Actualização (05/05/2022) informativa e material sobre os Aqui d'el-Rock, adicionando ao seu espólio físico o EP publicado em 2021 pela Zerowork Records (https://fonoteca.cm-porto.pt/artistas/aqui-del-rock/)